# The Survivalist (pel·lícula de 2015)
The Survivalist és una pel·lícula de ciència-ficció i thriller post-apocalíptica britànica del 2015 escrita i dirigida per Stephen Fingleton i protagonitzada per Martin McCann, Mia Goth, i Olwen Fouéré.

## Argument
La pel·lícula té lloc després d'una davallada de la població. El Survivalista es veu per primera vegada enterrant el cos d'un home gairebé nu, i després reiniciant una trampa per a óssos. Aleshores es demostra que viu eficientment en estat salvatge en una petita cabana; planta hortalisses per menjar, s'alimenta de baies, renta la roba en un rierol proper, fertilitza llavors i posa trampes contra els intrusos al voltant del perímetre de la seva petita granja.
Un dia, el Survivalista sent un soroll fora de la seva cabana i surt corrents i troba una dona gran i una dona més jove davant de la seva porta. La vella es presenta com a Kathryn, i la jove com la seva filla, Milja. Kathryn ofereix al Survivalista algunes joies i llavors a canvi d'algunes de les seves collites, però ell declina, mentre les manté a punta de pistola. Finalment, Kathryn li ofereix Milja, i es fa un acord de sexe amb la jove a canvi de menjar. The Survivalista tanca la Kathryn a una habitació del darrere mentre ell i la Milja tenen relacions sexuals.
L'endemà al matí, el Survivalista diu a les dones que agafin les seves pertinences i marxin. La Kathryn surt i la Milja està a punt d'unir-se a ella, quan de sobte torna a dins i agafa una navalla i una mica de sabó. La Milja li acaricia la cara, abans d'afaitar-lo suaument.
La Kathryn i la Milja han pogut quedar-se. Durant els dies següents, cauen en una incòmoda rutina domèstica al costat del Survivalista; fan la granja durant el dia, sopen junts al vespre, i després la Milja i el Survivalista tenen sexe cada nit. Tanmateix, la Kathryn i la Milja planegen matar en secret el Survivalista per tal de reduir la quantitat de subministraments que s'utilitzen. Una nit, per ordre de Kathryn, la Milja roba els dos últims cartutxos de l'escopeta del Survivalist. L'endemà al matí, abans que el seu pla es pugui posar en marxa, Milja és segrestada per un vagabund mentre es banya al rierol. Després que el Survivalista sigui alertat per una petjada al fang fora de la cabana, s'enlaira al bosc després de la Milja i el seu agressor. Després de localitzar-los, el Survivalista intenta carregar la seva escopeta però s'adona que els seus cartutxos han desaparegut. Com a resultat, l'agressor és capaç de disparar al Survivalista a l'estómac. L'agressor s'acosta al Survivalista ferit, primer amb la intenció de disparar-li de nou per matar-lo, però en canvi treu el seu ganivet, presumiblement per salvar la bala. El Survivalista atura el ganivet del vagabund i treu el seu propi ganivet en l'últim segon i talla la gola de l'atacant. De tornada a la cabana, la Milja i la Kathryn tracten la ferida del Survivalista, traient la bala i cauteritzant la ferida. Quan la ferida s'infecta, Kathryn vol deixar-lo morir, però Milja convenç a Kathryn perquè l'ajudi a curar-lo.
Una nit, després que el Survivalista hagi recuperat la seva salut total, una banda d'asaltadors arriba a la cabana. El Survivalista reuneix Milja i Kathryn i els informa que ha comptat sis assaltants. Armats només amb una escopeta amb dos cartutxos i una pistola amb una bala rescatada del segrestador de Milja, decideixen que estan superats en nombre i que no poden lluitar. No tenen més remei que callar mentre els assaltants intenten, però fracassen, entrar a la cabana. L'endemà al matí, el Survivalista, la Kathryn i la Milja surten de la cabana per descobrir que la seva granja ha estat saquejada i tots els seus cultius han estat robats. En els dies següents, treballen per salvar la granja, però a poc a poc comencen a morir de gana. Mentrestant, la Milja descobreix que està embarassada i intenta avortar-se amb un cable, però s'atura a l'últim moment. Kathryn torna a plantejar la idea de matar el Survivalista, explicant que només hi ha prou menjar per a dues persones. La Milja accepta que només hi ha prou menjar per a dues persones, i suggereix enverinar el Survivalista. Aquella nit, la Milja fa un dinar amb bolets verinosos.
L'endemà al matí, la Kathryn li diu al Survivalista que ella i la Milja se'n van. La Milja li diu que es vol quedar; Kathryn immediatament va a la pica i vomita, adonant-se que la Milja l'ha enverinada en lloc d'enverinar el Survivalista. Resignada a la seva mort, Kathryn li diu al Survivalista que li talli els canells i l'enterri després de morir, cosa que fa. En el camí de tornada d'enterrar a Kathryn, el Survivalista troba dos conills atrapats en algunes de les seves trampes, que haurien estat suficient aliment per a tres persones si Kathryn hagués sobreviscut. El Survivalists torna a la cabana i parla a la Milja del seu germà mentre prepara els conills per menjar. Li diu que solien robar subministraments dels campaments entrant i sortint sense ser detectats. Durant una carrera, el seu germà va veure una noia i no ho va poder evitar. Mentre intentava violar-la, va cridar i es va produir una persecució. Adonant-se que no hi havia manera que tots dos s'escapessin amb vida, el Survivalista va tallar el tendó d'Aquil·les al seu germà i el va deixar morir. El Survivalista li diu que va fer el que havia de fer per sobreviure; en dir-li això, li assegura que va fer el correcte en enverinar Kathryn. Poc després, la Milja, sense paraules, informa al Survivalista que està embarassada posant la seva mà a la panxa.
El Survivalista i la Milja estan buscant menjar un dia quan s'adonen que els assaltants han tornat. El Survivalista decideix que han d'abandonar la granja, però abans que puguin, han de recollir el seu magatzem de llavors de cultiu. La Milja s'endinsa a la seva casa hivernal per buscar les llavors i el Survivalista vigila mentre els assaltants saquegen la cabana. Milja agafa amb èxit les llavors; a la sortida, agafa un matxet, que fa soroll i alerta els asaltadors de la seva presència. La Milja i el Survivalista corren cap al bosc, però els assaltants els persegueixen. Després que els assaltants els envolten, el Survivalista veu una visió del seu germà. Li diu a la Milja que el seu germà es deia Augustus, abans de dir-li que fugi mentre ell distreu els assaltants. El Survivalista comença a tocar l'harmònica, atraient els assaltants cap a ell i allunyant-se de Milja. Un dels assaltants ensopega amb la ubicació de Milja, però ella l'atreu a una trampa per a óssos i la fa escapar. El Survivalista aconsegueix disparar i matar a un dels assaltants, però finalment li disparen amb una ballesta. El seu cos moribund és saquejat al costat d'una gran pira amb la fusta de la cabana, la qual cosa implica que els assaltants són caníbalisme.
La Milja vaga sola pel bosc durant molt de temps, fins que finalment arriba a un gran recinte, envoltat de tanques de filferro de pues i patrullada per guàrdies armats. S'acosta a la reixa i entrega la seva bossa i el seu matxet al guàrdia de l'altre costat. El guàrdia surt corrent al recinte. Confosa, la Milja es gira cap a una dona de guàrdia i li pregunta què passa després. El guàrdia diu a la Milja que es farà una votació per decidir si es deixa quedar o no la Milja. Aleshores, el guàrdia s'adona que la Milja està embarassada i li pregunta si sap com es dirà al nadó. La Milja respon: "Si és un nen..."

## Repartiment
- Martin McCann com a el Survivalista
- Mia Goth com a Milja
- Olwen Fouéré com a Kathryn
- Andrew Simpson com l’home demacrat
- Douglas Russell com al lladre
- Kieri Kennedy com la dona a la fotografia

## Producció
The Survivalist es va rodar a Irlanda del Nord. La pel·lícula es va ampliar a partir del curtmetratge de Stephen Fingleton Magpie, de 2014 també protagonitzat per Martin McCann i Mia Goth però amb Olivia Williams en el paper semblant al d'Olwen Fouéré.
El thriller post-apocalíptic es va estrenar als cinemes del Regne Unit i sota demanda el 12 de febrer de 2016 > i als Estats Units per IFC Midnight el 19 de maig de 2017 en versió limitada.

## Llançament

### Recepció crítica
The Survivalist va rebre ressenyes positives de la crítica. A Rotten Tomatoes, la pel·lícula té una puntuació del 97% basada en 39 ressenyes, amb una valoració mitjana de 7,8/10. El consens crític afirma: "El ritme deliberat de The Survivalist paga dividends apassionants amb un drama post-apocalíptic tensament explicat que ofereix alguns girs únics que provoquen la reflexió". A Metacritic, la pel·lícula té una mitjana ponderada de 80 sobre 100, basada en 10 crítiques, la qual cosa indica "generalment favorable ressenyes".

### Reconeixements
| Any  | Premi                                            | Categoria                                                   | Receptor          | Resultat  | Ref.          |
| ---- | ------------------------------------------------ | ----------------------------------------------------------- | ----------------- | --------- | ------------- |
| 2016 | Premis BAFTA                                     | Millor director, guionista o productor britànic novell      | Stephen Fingleton | Nominat   | [ 10 ] [ 11 ] |
| 2015 | Premis British Independent Film                  | Premi Douglas Hickox                                        | Stephen Fingleton | Guanyador | [ 12 ]        |
| 2015 | Premis British Independent Film                  | Nouvingut més prometedor                                    | Mia Goth          | Nominat   | [ 12 ]        |
| 2016 | Irish Film Awards                                | Millor actor protagonista – Pel·lícula                      | Martin McCann     | Nominat   | [ 13 ]        |
| 2016 | Irish Film Awards                                | Millor pel·lícula                                           | Stephen Fingleton | Nominat   | [ 13 ]        |
| 2016 | Irish Film Awards                                | Millor actriu secundària – Pel·lícula                       | Olwen Fouéré      | Nominat   | [ 13 ]        |
| 2016 | Irish Film Awards                                | Millor director – Pel·lícula                                | Stephen Fingleton | Nominat   | [ 13 ]        |
| 2016 | Irish Film Awards                                | Premi Rising Star                                           | Stephen Fingleton | Guanyador | [ 14 ] [ 15 ] |
| 2016 | Premis del Cercle de Crítics de Cinema de Dublín | Millor pel·lícula irlandesa                                 | Stephen Fingleton | Nominat   | [ 16 ]        |
| 2015 | Festival de Cinema de Sitges                     | Premi Citizen Kane al millor directore revelació            | Stephen Fingleton | Guanyador | [ 17 ]        |
| 2015 | Ithaca Fantastic Fest                            | Millor pel·lícula                                           | Stephen Fingleton | Guanyador | [ 18 ]        |
| 2016 | Imagine Film Festival                            | Méliès d'Argent                                             | Stephen Fingleton | Guanyador | [ 19 ]        |
| 2016 | Méliès International Festivals Federation        | Méliès d'Or                                                 | Stephen Fingleton | Nominat   | [ 20 ]        |
| 2017 | Writers' Guild Awards                            | Millor guió                                                 | Stephen Fingleton | Nominat   | [ 21 ]        |
| 2015 | Festival de Cinema de Tribeca                    | Millor director narratiu novell – Menció especial del jurat | Stephen Fingleton | Guanyador | [ 22 ]        |
| 2015 | Festival de Cinema de Tribeca                    | Millor pel·lícula narrativa                                 | Stephen Fingleton | Nominat   | [ 23 ]        |
| 2015 | Festival de Cinema de Zuric                      | Millor llargmetratge internacional                          | Stephen Fingleton | Nominat   | [ 24 ]        |